# Simon Wi Rutene
Simon Lyle Wi Rutene (ur. 10 marca 1966 w Rotorua) – nowozelandzki narciarz alpejski, czterokrotny olimpijczyk, dziesięciokrotny mistrz kraju.

## Kariera sportowa
Urodzony w maoryskiej rodzinie w Rotorua – mieście z widokiem na wulkan Tarawera – już we wczesnej młodości wybrał karierę narciarską. Był zawodnikiem miejscowego klubu, a dzięki pomocy rodziny (matka jest wytwórcą futer) w wieku dwunastu lat opuścił Nową Zelandię i rozpoczął treningi w kalifornijskim ośrodku narciarskim na zboczach Mammoth Mountain, natomiast dwa lata później znalazł się w Europie, za cel obierając sobie występ na igrzyskach w Sarajewie. W olimpijskich zawodach zajął 34. miejsce w slalomie gigancie. Cztery lata później był chorążym nowozelandzkiej drużyny, a z czterech konkurencji, w których wystartował, ukończył jedynie slalom na 17. miejscu. W Albertville Wi Rutene został sklasyfikowany w dwóch z trzech konkurencji – supergigancie (42.) i slalomie gigancie (28.). Jego czwarte igrzyska przyniosły mu 20. miejsce w kombinacji, pozostałych trzech konkurencji jednak nie ukończył.
W latach 1986–1995 był mistrzem kraju.

## Kariera zawodowa
W 2003 roku ukończył studia na Victoria University of Technology w Melbourne, a w 2009 roku rozpoczął studia prawnicze na Uniwersytecie Wiktorii w Wellington.
W wyborach parlamentarnych w 2005 roku bez powodzenia ubiegał się o mandat z list Māori Party.
Jest delegatem technicznym rodzimej federacji oraz FIS. Jest również dyrektorem wydawnictwa publikującego w języku maori.